# 董永清
董永清（1911年—1995年），中国人民解放军将领、中国人民解放军开国少将。
曾任中国人民志愿军后勤部副部长。1955年，授予中国人民解放军少将。